# Крупичи
Крупичи (бел. Крупічы) — деревня в составе Бортниковского сельсовета Бобруйского района Могилёвской области Республики Беларусь.

## Население
- 1999 год — 97 человек
- 2010 год — 64 человека